# Фернандес Инсунса, Рафаэль
Рафаэль Эдуардо Фернандес Инсунса (исп. Rafael Eduardo Fernández Inzunza; род. 5 августа 2000, Кульякан) — мексиканский футболист, защитник клуба «Тихуана».

## Клубная карьера
Фернандес — воспитанник клубов «Атлас» и «Керетаро». 3 октября 2019 года в матче Кубка Мексики против «Минерос де Сакатекас» он дебютировал за основной состав последних. В 2020 году Рафаэль на правах аренды перешёл в «Дорадос де Синалоа». В матче против «Селая» он дебютировал в Лиге Ассенсо. По окончании аренды Фернандес вернулся в «Керетаро». 12 августа 2022 года в матче против «Атлетико Сан-Луис» он дебютировал в мексиканской Примере. 30 марта 2023 года в поединке против «Крус Асуль» Рафаэль забил свой первый гол за «Керетаро». 
Летом 2023 года Фернандес перешёл в «Тихуану». 1 июля в матче против УНАМ Пумас он дебютировал за новую команду. 

## Международная карьера
В 2023 году в составе олимпийской сборной Мексики Фернандес принял участие в домашних Панамериканских играх. На турнире он сыграл в матчах против команд Чили, Доминиканской Республики, Уругвая и Бразилии. 